# Spiro Ksera
Spiro Ksera (in greco Σπύρος Ξέρας?, Spyros Xeras; Derviçan, 2 marzo 1967) è un politico albanese di etnia greca.

## Biografia
È nato a Derviçan il 2 marzo 1967.
Dal 2005 al 2009, in accordo col Partito dell'Unione per i Diritti Umani, ha diretto la prefettura di Argirocastro.
Nel 2009 è stato eletto all'Assemblea dell'Albania nelle file del Partito Democratico, venendo poi nominato Ministro del lavoro, delle politiche sociali e delle pari opportunità nel secondo governo di Sali Berisha.
Nel 2012 l'Alleanza Rossa e Nera ha depositato una denuncia penale nei suoi confronti accusandolo di essersi messo al servizio di paesi stranieri incontrandosi col deputato greco Chrístos Pappás, esponente di spicco del partito neonazista greco Alba Dorata.
Nel 2016 è stato condannato a 20 mesi di reclusione da un tribunale albanese con l'accusa di abuso d'ufficio per aver malversato, secondo l'accusa, 30 milioni di lekë di fondi destinati alla comunità Rom; il pubblico ministero aveva richiesto una pena di tre anni di reclusione.